# Nhím
Nhím lông hay thường được gọi là Nhím (tiếng Anh: porcupine) là tên gọi cho một số loài động vật thuộc bộ Gặm nhấm (Rodentia). Chúng phân bố trên cả Cựu Thế giới và Tân Thế giới. Sau lợn nước và hải ly, nhím phân bố rộng thứ ba trong bộ Gặm nhấm. Phần lớn những con nhím dài 630–910 mm với chiếc đuôi dài 200–250 mm. Với khối lượng 5,4–16 kg, chúng hay cuộn tròn và chậm chạp. Nhím có nhiều màu sắc như nâu, xám và ít khi trắng.
Tên gọi nhím trong tiếng Việt cũng có thể đề cập đến một số loài trong họ Họ Nhím chuột (Erinaceidae) của bộ Nhím gai (Erinaceomorpha) hoặc Họ Thú lông nhím (Tachyglossidae) của Bộ Đơn huyệt (Monotremata), có nhiều đặc điểm khác hẳn với Họ Nhím lông Cựu Thế giới (Hystricidae) và Họ Nhím lông Tân Thế giới (Erethizontidae), tuy nhiên trong bài này không đề cập tới các thành viên của các bộ này.

## Các loài
Có khoảng 27 loài nhím trong hai họ Hystricidae và Erethizontidae. Chúng có khả năng tự vệ nhờ bộ lông sắc nhọn xung quanh. Các loài nhím khác nhau, có khối lượng khác nhau khá nhiều: loài nhím Rothschild (Coendou rothschildi) ở Nam Mỹ có khối lượng ít hơn 1 kg, trong khi đó loài nhím châu Phi (Hystrix cristata) có thể nặng tới 10 kg. Hai họ nhím này khá khác nhau mặc dù chúng cùng thuộc cận bộ Hystricognathi trong bộ Gặm nhấm rộng lớn.
Mười một loài nhím trong họ Nhím lông Cựu Thế giới gần như chỉ sống trên mặt đất, nói chung là tương đối to lớn hơn và các lông mọc thành cụm. Chúng được cho rằng tách ra từ cận bộ Hystricognathi từ 30 triệu năm về trước, sớm hơn nhiều so với họ Nhím lông Tân Thế giới.
Những loài thuộc họ Nhím lông Tân Thế giới nói chung nhỏ hơn nhiều so với những loài thuộc Họ Nhím lông Cựu Thế giới, mặc dù loài nhím Bắc Mỹ (Erethizon dorsatum) dài đến 85 cm và nặng 18 kg. Các lông của chúng mọc đơn lẻ chứ không mọc thành cụm và chúng leo trèo cây rất tốt, tiêu tốn nhiều thời gian trên cây. Các loài nhím lông Tân thế giới đã tiến hóa các lông gai của chúng một cách độc lập (thông qua tiến hóa hội tụ) và có quan hệ họ hàng gần gũi với một vài họ khác trong tiểu bộ Caviomorpha (tiểu bộ Chuột lang) của bộ Gặm nhấm hơn là so với nhím lông Cựu thế giới.
Tại Việt Nam phổ biến hai loại nhím. Nhím bờm là loại nhím lớn (con trưởng thành có thể đạt 25 kg)thường phân bố tại vùng núi phía Bắc. Loại nhím sinh sống ở khu vực phía nam (Don) có lông ngắn hơn và trọng lượng nhỏ hơn nhiều (khoảng 9 kg với con trưởng thành). Hiện nay nghề nuôi nhím đã trở lên phổ biến tại Việt Nam vì hiệu quả kinh tế cao, ít dịch bệnh, tận dụng được các phụ phẩm nông nghiệp rẻ tiền.

## Đặc điểm

### Hình thái
Nhím đực có mỏ dài, đầu nhọn, thân hình thon dài, đuôi dài hơn con cái. Nhím cái mỏ ngắn, đầu hơi tròn, thân hình quả trám, đuôi ngắn và mập hơn con đực.

### Thức ăn
Nhím ăn các loại rễ cây, mầm cây, rau, củ, quả ngọt bùi đắng chát... Ít khi uống nước, vì nhím ăn nhiều rau, quả...
và đặc biệt là các loại cây có bài thuốc trị về những vấn đề rối loạn đường ruột, vì vậy bao tử nhím được xem là một trong những bộ phận khá đặc biệt đối với loài nhím.

### Nhiễm bệnh
Nhím ít khi bị nhiễm bệnh, bệnh thường gặp ở nhím là bệnh ký sinh trùng ngoài da do ve cắn gây nên ghẻ lở và bệnh đường ruột...

### Sinh trưởng & sinh sản
Nhím trưởng thành sau khoảng 8 - 10 tháng, đạt trọng lượng trung bình 8 – 10 kg/con và bắt đầu sinh sản. Nhím cái động dục 1 - 2 ngày và cho nhím đực phối giống suốt ngày lẫn đêm. Thời gian có thai khoảng ba tháng thì đẻ, mỗi lứa từ 1 - ba con, thường là hai con. Nhím thường đẻ vào ban đêm. Đặc biệt nhím mẹ không chỉ cho con mình đẻ ra bú mà còn cho những con không phải mình đẻ ra bú bình thường. Nhím mẹ sau khi đẻ 3 ngày là động dục và cho phối giống cho chu kỳ sinh sản tiếp theo.

## Giá trị kinh tế
Nhím được nuôi để làm thực phẩm (lấy thịt, bao tử nhím là dược liệu quý dùng ngâm rượu thuốc chữa đau bao tử...). Nhím còn được nuôi để lấy lông (lông nhím dùng làm đồ trang sức...).
Một nghiên cứu của trường đại học Đông Anglia dưới sự yểm trợ của cơ quan Xã Hội Bảo Tồn Sinh Vật Hoang Dã tại Việt Nam xuất bản trong tạp chí khoa học Bảo Tồn Đa Dạng Sinh Học năm 2010 kết luận rằng những dịch vụ chăn nuôi nhím để cung cấp thịt cho các nhà hàng đã tạo tác dụng bất lợi lên dân số nhím hoang vì những người đi săn bất hợp pháp đã săn bắt nhím hoang để bán làm giống cho các trại nuôi nhím hay để bán cho các nhà hàng với già rẻ hơn nhím nuôi.

## Phân loại
BỘ RODENTIA (Bộ Gặm nhấm)
- Phân bộ Hystricomorpha (Phân bộ Nhím lông)
  - Cận bộ Hystricognathi
    - Họ Hystricidae: Nhím lông Cựu thế giới
      - Atherurus africanus: nhím đuôi chổi châu Phi
      - Atherurus macrourus: don, nhím đuôi chổi châu Á
      - Hystrix cristata: nhím châu Phi
      - Hystrix africaeaustralis: nhím Cape
      - Hystrix hodgsoni: nhím Himalaya
      - Hystrix indicus: nhím Ấn Độ
      - Hystrix brachyura: nhím đuôi ngắn, nhím Mã Lai
      - Hystrix javanica: nhím Sunda
      - Hystrix sumatrae: nhím Sumatra
      - Thecurus crassispinis: nhím Borneo
      - Thecurus pumilis: nhím Philippin
      - Trichys fasciculata: nhím đuôi dài

    - Họ Thryonomyidae: Chuột mía
    - Họ Petromuridae: chuột đaman (đề thỏ)
    - Họ Bathyergidae: chuột chũi châu Phi
    - Họ Caviidae: chuột lang (có thể tách riêng họ Hydrochaeridae (lợn nước) hay chỉ là phân họ Hydrochoerinae)
    - Họ Dasyproctidae: agouti và acouchi
    - Họ Erethizontidae: nhím lông Tân thế giới
      - Coendou prehensilis: nhím Brasil
      - Coendou bicolor: nhím gai hai màu
      - Coendou koopmani: nhím Koopman
      - Coendou rothschildi: nhím Rothschild
      - Sphiggurus mexicanus: nhím cây Mexico
      - Sphiggurus spinosus: nhím cây Nam Mỹ
      - Sphiggurus insidiosus: nhím lùn lông Bahia
      - Sphiggurus pallidus: nhím lùn lông Pallid (tuyệt chủng)
      - Sphiggurus vestitus: nhím lùn lông Brown
      - Sphiggurus villosus: nhím lùn lông gai da cam
      - Erethizon dorsatum: nhím Bắc Mỹ
      - Echinoprocta rufescens: nhím đuôi cụt
      - Chaetomys subspinosus: nhím gai cứng (đôi khi được coi thuộc họ Echimyidae)

    - Họ Chinchillidae: sóc sinsin (chuột lông tơ) và viscacha
    - Họ Ctenomyidae: tuco-tuco
    - Họ Myocastoridae: coypu
    - Họ Octodontidae: chuột đá Nam Mỹ, degu
    - Họ Ctenodactylidae: gundi